# Tribromethanol
Tribromethanol je sedativum a anestetikum používané k celkové anestezii laboratorních zvířat, zejména hlodavců. Je dostupný ve formě roztoku v 2-methylbutan-2-olu pod obchodním názvem Avertin.
Tribromethanol vyvolává rychlou a hlubokou anestezii, po které následuje rychlé zotavení.
V první polovině 20. století se tribromethanol používal jako anestetikum i u lidí. Při elektrofyziologických studiích se ukázalo, že funguje jako pozitivní alosterický modulátor inhibitorů GABAA a glycinových receptorů, mechanismus je podobný jako u 2,2,2-trichlorethanolu.
Bromalhydrát (2,2,2-tribromoethan-1,1-diol), který se také používá k navození celkové anestezie u zvířat, se metabolizuje na tribromethanol.